# Huétor Vega
Huétor Vega es un municipio español, perteneciente a la provincia de Granada, en la comunidad autónoma de Andalucía. Está situado en la parte central de la Vega de Granada, a unos 4 km del centro de la capital granadina y colindando con esta por su parte sureste. Limita con los municipios de Granada, Cenes de la Vega, Monachil, Cájar y La Zubia.
La localidad se asienta desde las orillas del río Monachil hasta la capital granadina, en las faldas de Sierra Nevada, y su actividad económica es la hostelería, con afamados restaurantes de carnes, la agricultura, principalmente vinícola, y la ganadería. Sirve como segunda residencia a los habitantes de la capital provincial o como ciudad dormitorio por su cercanía y accesibilidad gracias a la Ronda Sur de Granada. Entre sus productos gastronómicos más codiciados destacan el famoso vino de Huétor, las habas verdes con jamón, las alcachofas, las salaillas del panhuetor y la morcilla, con gran presencia en la zona.
Sus fiestas patronales se celebran el día 16 de agosto, en honor a su patrón San Roque y la Virgen del Rosario. Son muy conocidas por los alrededores por la multitud de festejos y por la procesión tan bonita y conocida en toda la provincia.
También se celebran unas fiestas en honor a San Miguel arcángel. Muy llamativas también por la multitud de gente que participa en ellas.
A lo largo del año se celebran multitud de celebraciones como la semana de la Haba y la alcachofas, la fiesta de la vendimia, la fiesta del vino y las chacinas, desfile de carnaval, cabalgata de reyes, multitud de actividades de hallowen, Semana Santa...etc.
Presenta además multitud de cantantes emergentes como skrd mko o yali nk los cuales tienden desde el raggaeton al flamenco puro

## Demografía
Huétor Vega cuenta con una población de 12 294 habitantes (INE 2024).
| Gráfica de evolución demográfica de Huétor Vega entre 1842 y 2021                                                   |
| |
| Población de derecho según los censos de población del INE Población de hecho según los censos de población del INE |

## Economía

### Evolución de la deuda viva municipal
| Gráfica de evolución de Deuda viva del Ayuntamiento de Huétor Vega entre 2008 y 2019                                |
| |
| Deuda viva del Ayuntamiento de Huétor Vega en miles de Euros según datos del Ministerio de Hacienda y Ad. Públicas. |

## Administración y política

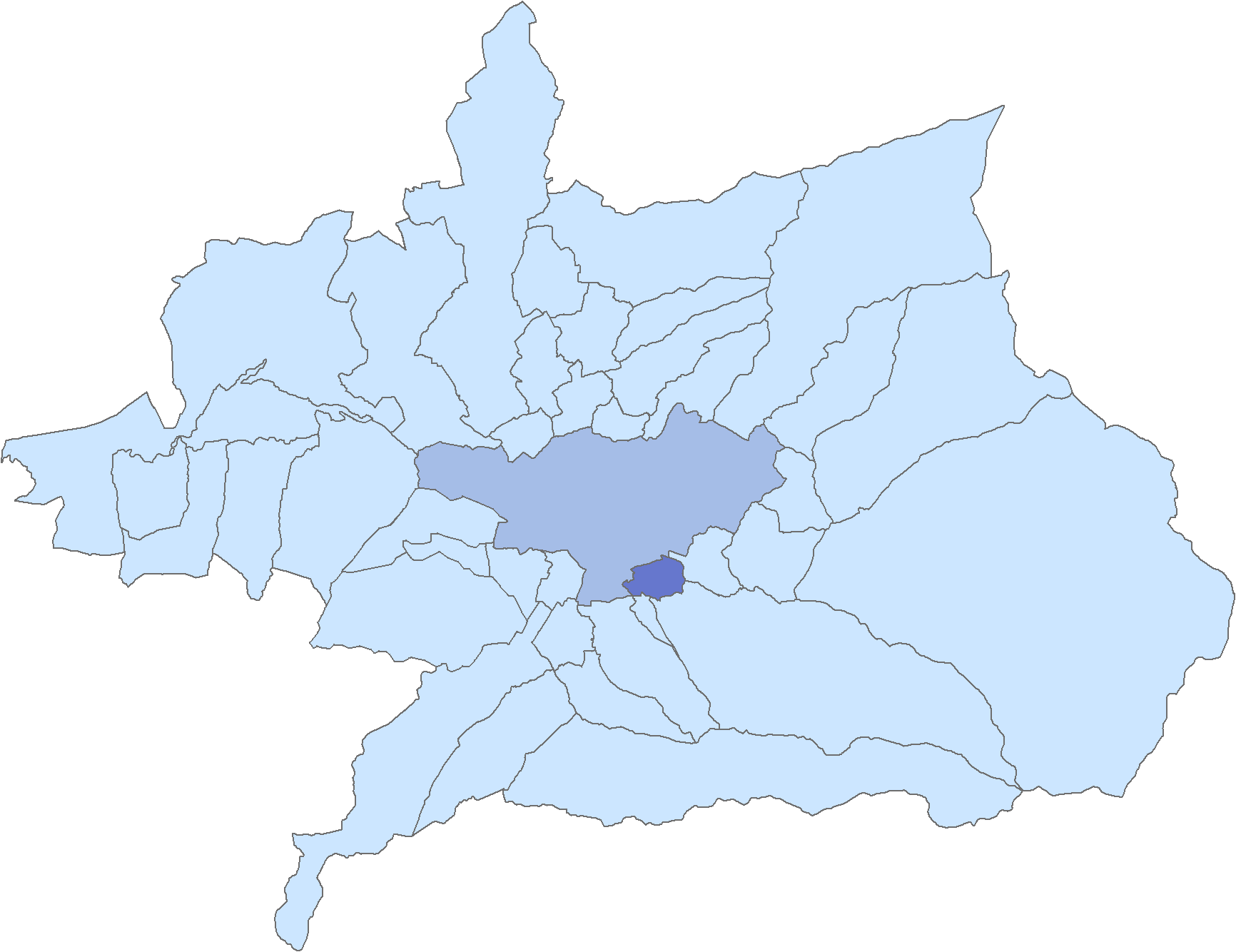
Situación de Huétor Vega (en morado) respecto a la Vega de Granada; la ciudad de Granada en morado claro.

Los resultados en Huétor Vega de las elecciones municipales celebradas en mayo de 2015, son:
| Elecciones Municipales - Huétor Vega (2015) | Elecciones Municipales - Huétor Vega (2015) | Elecciones Municipales - Huétor Vega (2015) | Elecciones Municipales - Huétor Vega (2015) | Elecciones Municipales - Huétor Vega (2015) |
| Partido político                            | Partido político                            | Votos                                       | Votos                                       | Concejales                                  |
| ------------------------------------------- | ------------------------------------------- | ------------------------------------------- | ------------------------------------------- | ------------------------------------------- |
|                                             | Partido Popular (PP)                        | 2253                                        | 40,86 %                                     | 8                                           |
|                                             | Partido Socialista Obrero Español (PSOE)    | 1362                                        | 24,70 %                                     | 4                                           |
|                                             | Izquierda Unida, AS, Por la Gente (IU-PG)   | 851                                         | 15,43 %                                     | 3                                           |
|                                             | Ahora Si (AHR)                              | 387                                         | 7,02 %                                      | 1                                           |
|                                             | Ciudadanos (Cs)                             | 330                                         | 5,98 %                                      | 1                                           |

## Deporte
El CD Huétor Vega es el club de fútbol del municipio, del cual son aficionados un amplio sector de la población. En la actual temporada juega en 3.ª RFEF
El club de waterpolo del pueblo juega actualmente en la segunda división nacional.